# Warin de Munchensy
Warin de Munchensy (c. 1113-1162) fue un noble caballero anglonormando, hijo menor de Hubert de Munchensy, señor de Edwardstone en Suffolk y de Swanscombe por matrimonio Iure uxoris, Inglaterra. Alrededor de 1151, Warin presenció la escritura de constitución del Priorato de Old Buckenham junto con su hermano Hubert. Existe un debate sobre su madre, ya que su padre se casó dos veces y existe la posibilidad que fuera una heredera de Goderic Dapifer (c. 1040-1092), mayordomo real de Enrique I de Inglaterra, hijo de Hubert de Ryes.

## Herencia
Warin se casó con Agnes (m. 1191),  heredera de Swanscombe, hija de Pain fitzJohn y su esposa Sybil Talbot. A través de su esposa, Warin heredó tierras que anteriormente pertenecían a las familias de Lacy y Talbot, tierras que George Cokayne consideraba la baronía de Munchensy. I. J. Sanders, en su obra sobre las baronías feudales inglesas, argumenta que se trataba de una probable baronía y la identifica como baronía de Swanscombe, en Kent. posiblemente murió en 1162 ya que ese mismo año la viuda volvió a casar con Haldewald de Bidun (m. 1185).
Fruto de la relación con Agnes, nacieron varios hijos:
- Frethesanda de Munchensy (c. 1140–1202).
- Ralph [Raoul] Munchensy (c. 1150-?). Heredero de la baronía de Swanscombe.
- William de Munchensy (c. 1152-1204). Heredero de la baronía de Swanscombe, tras la muerte de su hermano Ralph.[1]
- Alice de Munchensy (c. 1155-1192). Esposa de Robert de Mortimer.
- Baisa de Munchensy (c. 1155-?);
- Hubert III de Munchensy (c. 1158-1204), clérigo.